# Peșteră Vântului
Peșteră Vântului – jaskinia krasowa w północno-zachodniej Rumunii.
W Peșteră Vântului występuje bogata szata naciekowa gipsowa oraz aragonitowa.